# Ultimatum alla polizia
Ultimatum alla polizia (Par le sang des autres) è un film del 1974 diretto da Marc Simenon.

## Trama
In una piccola cittadina francese un uomo scende da un autobus e rapisce due donne come al riscatto la donna più bella della città, dopo questo la città compresa la polizia si radunano verso la città dove il criminale ha imprigionato le due donne.